# Хонгконг
Хонгконг (кин: 香港, енгл. Hong Kong), званично Хонгконг специјална административна област Народне Републике Кине (традиционални кинески: 中華人民共和國香港特別行政區, кантонски: Heūng góngⓘ, стандардни мандарински: Xiānggǎng, изговор: Сјангканг) град је који је заједно с Макаом, једна од две специјалне административне области Народне Републике Кине. Град има једну од најлибералнијих привреда на свету и велики је међународни финансијски и трговински центар. Један је од најгушће насељених градова на свету са 6.544 становника по квадратном километру 93,6% су етнички Кинези, а 6,4% остале групе. Некада је био британска колонија, а данас је под управом Кине, под политиком „једна земља, два система“. Граду је уставом додељен релативно висок степен аутономије; на пример, он задржава свој правни систем, валуту, обичаје, трговачка преговарачка права и имиграционе законе. Хонгконг је задржао чак и своје правило да се вози по левој страни улице. Једино су одбрана и дипломатски односи под управом централне владе у Пекингу.
Смештен на јужној обали Кине и окружен је делтом Бисерне реке и Јужним кинеским морем. Познат је по својој небодерској архитектури и великој природној луци. С површином од 1.104 km² и седам милиона становника, једно је од најгушће насељених подручја на свету. Хонгконшка Хан кинеска већина потиче углавном из градова Гуангџоу и Тајшан у суседној покрајини Гуангдонг.
Хонгконг је постао колонија Британске империје након првог опијумског рата (1839–42). Изворно ограничене острвом Хонгконг, до 1898. границе колоније постепено су ширене на полуострво Каулун и Нове територије. У доба Другог светског рата, током рата на Пацифику био је окупиран од стране Јапана. Године 1945. Британија је поново успоставила своју власт до 1997, када је Кина успоставила суверенитет. Област је током колонијалног доба прихватила политику минималне интервенције власти под етиком позитивног неинтервенционизма. То раздобље снажно је утицало на садашњу културу Хонгконга, који се често описује као место где „Исток сусреће запад“. Образовни систем је до реформи имплементираних 2009. био слободно утемељен на енглеском систему.
Иако је део Кине, Хонгконг функционише као самостална држава, са својим законима, валутом, спортским репрезентацијама, док према остатку Кине и данас постоје гранични прелази и наплата царине. Хонгконг има друкчији политички систем од континенталне Кине. Хонгконшко независно судство делује под системом обичајног права. Темељни закон Хонгконга је уставни документ који прописује „висок степен аутономије“ у свим питањима осим спољашњих односа и одбране, и управља политичким системом територије. Премда располаже с растућим вишестраначким системом, уски круг бирачког тела контролише половину легислатуре. Изборни одбор с 800 чланова бира шефа администрације Хонгконга, тј. шефа владе.
Као једно од водећих светских међународних финансијских средишта, Хонгконг располаже са значајном капиталистичком економијом услуга, коју карактеришу ниске пореске стопе и слободна трговина, док је валута, Хонконшки долар, према промету девета на свету. Недостатак простора условио је гушћу изградњу, што је Хонгконг развило као средиште модерне архитектуре и град с највећим постотком небодера. Збијен простор такође је довео до високо развијене транспортне мреже са стопом кориштења јавног превоза изнад 90%, највишом на свету.

## Порекло имена
Назив „Хонгконг“ је приближан фонетички израз из хакавог или кантонског назива „香港“, што значи „мирисна лука“ или „тамјанска лука“. Оригинална „мирисна лука“ је мали залив између острва Ап Леи Чау и јужно од Хонгконг острва, сада познат као лука Абердин, али још зван „Хенг Гонг Цај“ (Мали Хонгконг) на кантонском. Мирис је долазио од тамјана који расте на северу Каулуна и чуван је око Абердин луке за извоз, пре развоја луке Викторије. У селу Хеунг Гонг Цуен на Ап Леи Чау је можда најраније забележено коришћење имена.
Мирис из назива може се односити на лучке воде освежене водом из естуарија Бисерне реке, или на тамјан из фабрика дуж обале северно од Каулуна, који је пре изградње у лике Викторија био ради извоза ускладиштен у околини луке Абердин. Године 1842, потписан је уговор у Нанкингу, те је име Хонгконга први пут забележено на службеним документима као назив целог острва.

## Географија
Хонгконг је смештен на јужној обали Кине, 60 km источно од Макаа на супротној страни естуара Бисерне реке. Окружен је Јужним кинеским морем на истоку, југу и западу, границом и градом Шенџеном у покрајини Гуангдунг на северу преко реке Шам Чун. Површина територије од 1.104 km² се првенствено састоји од острва Хонгконга, острва Лантауа, полуострва Каулуна и Нове територије, као и још 260 мањих острва.
Већи део површине Хонгконга је брдовит са стрмим падинама, мање од 25% територије је развијено, а око 40% преосталог земљишта је задржано за паркове и заштиту природе. Већина територије урбанистичког развоја је на полуострву Каулун, уз северну обалу острва Хонгконг и распршена насеља на Новој територији. Највиша надморска висина је Тај Мо Шану, чији врх је на висини 958 m изнад мора. Хонгконг има дуге и кривудаве обале са много увала, река и плажа.
Упркос репутације Хонгконга да је експресно изграђен, много напора је учињено на очувању зелених површина подручја. Недавни пораст забринутости јавности је довео до знатних ограничења даљег крчења земљишта уз луку Викторија. Пораст свести о природној околини је директна последица растућег загађења Хонгконга, узрокованог географским положајем и високим зградама. Око 80% смога града потиче из других делова естуара Бисерне реке.

### Клима
Хонгконг који се налази јужно од раковог повратника, има суптропску климу. Лето је вруће и влажно са повременим пљусковима и олујом са грмљавином, и топлим ваздухом који долази са југозапада. То је такође време када су тропски циклони најчешћи, понекад са поплавама или одронима. Зимско време обично почиње сунчано и постаје облачније током фебруара, са повременим хладним фронтом који доноси јак, хладан ветар са севера. Најугоднија годишња доба су пролеће, иако је променљиво, и јесен, која је углавном сунчана и сува. Хонгконг у просеку има 1.948 сунчаних сати годишње, док су највиша и најнижа температура икада регистроване у Хонгконшкој опсерваторији 36,1 °C и 0,0 °C.
| Клима Хонгконга (Хонгконг опсерваторија), нормале 1981–2010, екстреми 1884–1939 и 1947–садашњост | Клима Хонгконга (Хонгконг опсерваторија), нормале 1981–2010, екстреми 1884–1939 и 1947–садашњост | Клима Хонгконга (Хонгконг опсерваторија), нормале 1981–2010, екстреми 1884–1939 и 1947–садашњост | Клима Хонгконга (Хонгконг опсерваторија), нормале 1981–2010, екстреми 1884–1939 и 1947–садашњост | Клима Хонгконга (Хонгконг опсерваторија), нормале 1981–2010, екстреми 1884–1939 и 1947–садашњост | Клима Хонгконга (Хонгконг опсерваторија), нормале 1981–2010, екстреми 1884–1939 и 1947–садашњост | Клима Хонгконга (Хонгконг опсерваторија), нормале 1981–2010, екстреми 1884–1939 и 1947–садашњост | Клима Хонгконга (Хонгконг опсерваторија), нормале 1981–2010, екстреми 1884–1939 и 1947–садашњост | Клима Хонгконга (Хонгконг опсерваторија), нормале 1981–2010, екстреми 1884–1939 и 1947–садашњост | Клима Хонгконга (Хонгконг опсерваторија), нормале 1981–2010, екстреми 1884–1939 и 1947–садашњост | Клима Хонгконга (Хонгконг опсерваторија), нормале 1981–2010, екстреми 1884–1939 и 1947–садашњост | Клима Хонгконга (Хонгконг опсерваторија), нормале 1981–2010, екстреми 1884–1939 и 1947–садашњост | Клима Хонгконга (Хонгконг опсерваторија), нормале 1981–2010, екстреми 1884–1939 и 1947–садашњост | Клима Хонгконга (Хонгконг опсерваторија), нормале 1981–2010, екстреми 1884–1939 и 1947–садашњост |
| Показатељ \ Месец                                                                                | .Јан.                                                                                            | .Феб.                                                                                            | .Мар.                                                                                            | .Апр.                                                                                            | .Мај.                                                                                            | .Јун.                                                                                            | .Јул.                                                                                            | .Авг.                                                                                            | .Сеп.                                                                                            | .Окт.                                                                                            | .Нов.                                                                                            | .Дец.                                                                                            | .Год.                                                                                            |
| ------------------------------------------------------------------------------------------------ | ------------------------------------------------------------------------------------------------ | ------------------------------------------------------------------------------------------------ | ------------------------------------------------------------------------------------------------ | ------------------------------------------------------------------------------------------------ | ------------------------------------------------------------------------------------------------ | ------------------------------------------------------------------------------------------------ | ------------------------------------------------------------------------------------------------ | ------------------------------------------------------------------------------------------------ | ------------------------------------------------------------------------------------------------ | ------------------------------------------------------------------------------------------------ | ------------------------------------------------------------------------------------------------ | ------------------------------------------------------------------------------------------------ | ------------------------------------------------------------------------------------------------ |
| Апсолутни максимум, °C (°F)                                                                      | 26,9 (80,4)                                                                                      | 28,3 (82,9)                                                                                      | 30,1 (86,2)                                                                                      | 33,4 (92,1)                                                                                      | 35,5 (95,9)                                                                                      | 35,6 (96,1)                                                                                      | 35,7 (96,3)                                                                                      | 36,3 (97,3)                                                                                      | 35,2 (95,4)                                                                                      | 34,3 (93,7)                                                                                      | 31,8 (89,2)                                                                                      | 28,7 (83,7)                                                                                      | 36,3 (97,3)                                                                                      |
| Средњи максимум, °C (°F)                                                                         | 23,7 (74,7)                                                                                      | 24,5 (76,1)                                                                                      | 27,1 (80,8)                                                                                      | 29,8 (85,6)                                                                                      | 31,8 (89,2)                                                                                      | 33,1 (91,6)                                                                                      | 33,8 (92,8)                                                                                      | 33,8 (92,8)                                                                                      | 33,8 (92,8)                                                                                      | 30,8 (87,4)                                                                                      | 28,0 (82,4)                                                                                      | 25,1 (77,2)                                                                                      | 34,3 (93,7)                                                                                      |
| Максимум, °C (°F)                                                                                | 18,6 (65,5)                                                                                      | 18,9 (66)                                                                                        | 21,4 (70,5)                                                                                      | 25,0 (77)                                                                                        | 28,4 (83,1)                                                                                      | 30,2 (86,4)                                                                                      | 31,4 (88,5)                                                                                      | 31,1 (88)                                                                                        | 30,1 (86,2)                                                                                      | 27,8 (82)                                                                                        | 24,1 (75,4)                                                                                      | 20,2 (68,4)                                                                                      | 25,6 (78,08)                                                                                     |
| Просек, °C (°F)                                                                                  | 16,3 (61,3)                                                                                      | 16,8 (62,2)                                                                                      | 19,1 (66,4)                                                                                      | 22,6 (72,7)                                                                                      | 25,9 (78,6)                                                                                      | 27,9 (82,2)                                                                                      | 28,8 (83,8)                                                                                      | 28,6 (83,5)                                                                                      | 27,7 (81,9)                                                                                      | 25,5 (77,9)                                                                                      | 21,8 (71,2)                                                                                      | 17,9 (64,2)                                                                                      | 23,24 (73,83)                                                                                    |
| Минимум, °C (°F)                                                                                 | 14,5 (58,1)                                                                                      | 15,0 (59)                                                                                        | 17,2 (63)                                                                                        | 20,8 (69,4)                                                                                      | 24,1 (75,4)                                                                                      | 26,2 (79,2)                                                                                      | 26,8 (80,2)                                                                                      | 26,6 (79,9)                                                                                      | 25,8 (78,4)                                                                                      | 23,7 (74,7)                                                                                      | 19,8 (67,6)                                                                                      | 15,9 (60,6)                                                                                      | 21,37 (70,46)                                                                                    |
| Средњи минимум, °C (°F)                                                                          | 9,1 (48,4)                                                                                       | 9,9 (49,8)                                                                                       | 11,5 (52,7)                                                                                      | 15,9 (60,6)                                                                                      | 20,5 (68,9)                                                                                      | 23,2 (73,8)                                                                                      | 23,9 (75)                                                                                        | 24,2 (75,6)                                                                                      | 23,2 (73,8)                                                                                      | 19,6 (67,3)                                                                                      | 14,4 (57,9)                                                                                      | 10,0 (50)                                                                                        | 7,7 (45,9)                                                                                       |
| Апсолутни минимум, °C (°F)                                                                       | 0,0 (32)                                                                                         | 2,4 (36,3)                                                                                       | 4,8 (40,6)                                                                                       | 9,9 (49,8)                                                                                       | 15,4 (59,7)                                                                                      | 19,2 (66,6)                                                                                      | 21,7 (71,1)                                                                                      | 21,6 (70,9)                                                                                      | 18,4 (65,1)                                                                                      | 13,5 (56,3)                                                                                      | 6,5 (43,7)                                                                                       | 4,3 (39,7)                                                                                       | 0 (32)                                                                                           |
| Количина кише, mm (in)                                                                           | 24,7 (0,972)                                                                                     | 54,4 (2,142)                                                                                     | 82,2 (3,236)                                                                                     | 174,7 (6,878)                                                                                    | 304,7 (11,996)                                                                                   | 456,1 (17,957)                                                                                   | 376,5 (14,823)                                                                                   | 432,2 (17,016)                                                                                   | 327,6 (12,898)                                                                                   | 100,9 (3,972)                                                                                    | 37,6 (1,48)                                                                                      | 26,8 (1,055)                                                                                     | 2.398,4 (94,425)                                                                                 |
| Дани са кишом (≥ 0.1 mm)                                                                         | 5,37                                                                                             | 9,07                                                                                             | 10,90                                                                                            | 12,00                                                                                            | 14,67                                                                                            | 19,07                                                                                            | 17,60                                                                                            | 16,93                                                                                            | 14,67                                                                                            | 7,43                                                                                             | 5,47                                                                                             | 4,47                                                                                             | 137,65                                                                                           |
| Релативна влажност, %                                                                            | 74                                                                                               | 80                                                                                               | 82                                                                                               | 83                                                                                               | 83                                                                                               | 82                                                                                               | 81                                                                                               | 81                                                                                               | 78                                                                                               | 73                                                                                               | 71                                                                                               | 69                                                                                               | 78,0                                                                                             |
| Сунчани сати — месечни просек                                                                    | 143,0                                                                                            | 94,2                                                                                             | 90,8                                                                                             | 101,7                                                                                            | 140,4                                                                                            | 146,1                                                                                            | 212,0                                                                                            | 188,9                                                                                            | 172,3                                                                                            | 193,9                                                                                            | 180,1                                                                                            | 172,2                                                                                            | 1.835,6                                                                                          |
| Сунчано време — месечни проценти                                                                 | 42                                                                                               | 29                                                                                               | 24                                                                                               | 27                                                                                               | 34                                                                                               | 36                                                                                               | 51                                                                                               | 47                                                                                               | 47                                                                                               | 54                                                                                               | 54                                                                                               | 51                                                                                               | 42                                                                                               |
| Извор: Хонгконг опсерваторија                                                                    |                                                                                                  |                                                                                                  |                                                                                                  |                                                                                                  |                                                                                                  |                                                                                                  |                                                                                                  |                                                                                                  |                                                                                                  |                                                                                                  |                                                                                                  |                                                                                                  |                                                                                                  |

## Историја
Главни чланак: Историја Хонгконга

### Предколонијално доба
Археолошким истраживањима на простору Хонгконга, пронађени су на острву Чек Лап Кок остаци прачовека стари 35.000 до 39.000 година, и на полуострву Сај Кунг стари 6.000 година. Вонг Теј Танг и увала Три фантома две су најстарије локације људског боравка у палеолиту. Верује се да је у ували Три фантома постојало насеље у долини реке а Вонг Теј Танг с местом израде камених предмета. Пронађени неолитски артефакти упућују на културне разлике у односу на културу Лонгшана у северној Кини и насеља народа Јуе. Осам петроглифа, датираних у доба династије Шанг, откривено је на околним острвима.
Кинези су на тај простор дошли у доба династије Ћин у 3. веку п. н. е, када је 214 п. н. е, Ћин Ши Хуанг, први кинески цар, освојио стотину племена Јуе у подручју Јиаозхи (модерна област Лјангуанг), и први пут територију припојио кинеском царству. Локација модерног Хонгконга била је у оквиру заповедништва Нанхај (модерни округ Нанхај), крај древног главног града Пун Јуе. Подручје је уједињено под краљевством Нанве, које је након пада династије Ђин, 204. п. н. е. основао генерал Зао Туо. Када је 111. п. н. е. краљевство освојио цар Ву од Хана, земља је додељена заповедништву Ђаоџи под династијом Хан. Археолошки налази индицирају да је у то доба број становника растао и цветала је производња соли и вађење бисерних шкољака. Лука Таи По Хој на простору Хонгконга постала је највећи кинески извор бисера. Гроб Леи Ченг Ук Хана на полуострву Каулун верује се да је изграђен за време династије Хан.
У доба династије династије Танг, покрајина Гуангдунг развила се као регионално трговачко средиште. Године 736, цар Ксуанзонг од Танга основао је ради одбране обалних подручја у области, војни град у Туен Муну. Прва сеоска школа, Ли Јинг колиџ, основана је на Новим територијама око 1075. за време северне династије Сунг. Број становника повећао се у доба монголског освајања Кине кад у тај простор долазе избеглице из северних делова Кине. Током монголске инвазије 1276, двор јужне династије Сунг пресељен је Фујиан, потом на острво Лантау и касније у Сунг Вонг Тој (модерни Каулун сити), али је цар дечак Џао Бинг од Сунга након пораза у бици код Јамена заједно са својим поданицима извршио самоубиство утапањем. Хау Вонг, царев поданик, и данас је предмет обожавања у Хонгконгу.
Најранији забележени европски посетилац био је 1513. португалски истраживач Жоржи Алвареш. Након оснивања насеља у области, португалски трговци су почели да тргују у јужној Кини. У исто време, запосели су Туен Мун и тамо изградили војна утврђења. Војни сукоби између Кине и Португалије довели су до протеривања Португалаца. Средином 16. века биле су забрањене поморска трговина и додир са странцима, и такође су ограничене локалне поморске активности. Током периода 1661–1669,  територија је била погођена великом евакуацијом обалних подручја Гуангдонга, по наређењу цара Кансија. Забележено је да је око 16.000 особа из округа Ксинан одведено у унутрашњост, док се, након што је евакуација повучена 1669, вратило се само 1.648 становника. Данашња територија Хонгконга, за време забране насељавања постала је углавном пустопољина. Године 1685. Канг-сји постао је први цар који је дозволио ограничену трговину са странцима, најпре на кантонској територији. Такође је наметнуо стриктне услове трговини, као обавеза страним трговцима да живе у ограниченим подручјима, с дозволом боравка само у сезонама трговине, забраном ватреног оружја, и с плаћањем искључиво у сребру. Британска источноиндијска компанија предузела је прво путовање у Кину 1699, те се убрзо потом нагло развила регионална трговина с Британцима. Године 1711. компанија је основала свој први трговачки пункт у Кантону. До 1773. Британци су у Кантону досегли трговину од 1000 сандука опијума, док је 1799. цела Кина годишње трошила 2000 сандука.

### Британско колонијално доба
Године 1839, одбијање власти династије Ћинг да увози опијум резултирало је првим опијумским ратом између Кине и Британије. Острво Хонгконг британске су снаге окупирале 20. јануара 1841. те је првобитно предато под конвенцијом Чуенпи као део договора о примирју између капетана Чарлса Елиота и гувернера Квишана, али договор није никада био формално одобрен услед несугласица међу високим дужносницима обе владе. Тек је 29. августа 1842. уговором у Нанкингу, острво формално у трајну власт предано Уједињеном Краљевству. Британци су утемељили крунску колонију оснивањем града Викторија идуће године.
Година 1856—1860. водио се Други опијумски рат, те су након кинеског пораза, према Пекиншкој конвенцији полуострво Каулун и Стоункатерово острво предати у трајну власт Британији 1898. године, према условима конвенције за проширење територија Хонгконга, Британија је испословала 99 годишњи најам острва Лантау и суседних северних земаља, касније познатих као Нове територије. Таква територија Хонгконга остала је непромењена до данас. Године 1894. се смртоносна трећа пандемија жлездане куге проширила из Кине у Хонгконг, узрокујући 50.000–100.000 смртних случајева.
Током прве половине 20. века, Хонгконг се брзо развијао као британска трговачка постаја на далеком истоку и слободна лука, служећи као entrepôt Британске империје. Британци су увели образовни систем утемељен на властитом моделу, док локално кинеско становништво није имало много контакта с европском заједницом имућних таи-пана насељених крај брда Викторија пик.
У склопу својих војних похода, Јапанско царство напало је Хонгконг 8. децембра 1941. Хонгконшка битка завршила се британско-канадском предајом власти колоније Јапану 25. 12. исте године. Током јапанске окупације, цивилно је становништво трпело велике несташице хране, рационисање и хиперинфлацију ради присилне размене валуте за војне бонове. Услед недостатка хране и присилне репатријације незапослених у континенталну Кину, број становника је у то доба опао с 1,6 милиона 1941. на 600.000 у 1945. када је Уједињено Краљевство поново успоставило власт у колонији.
Становништво Хонгконга повећало се како су пристизали таласи миграната из Кине, избеглица кинеског грађанског рата. Након проглашења Народне Републике Кине 1949. и доласка комуниста на власт, у Хонгконг из страха од прогона долази велик број избеглица. Многа предузећа из Шангаја и Гуангџоуа своје су пословне операције преселила у Хонгконг.
Током 1950-их, рапидна индустријализација била је вођена извозом текстила и других растућих производних индустрија. Како је становништво расло а цена рада остала ниска, животни је стандард био у сталном порасту. Изградња насеља Шек Кип Меи 1953. након великог пожара, означила је почетак програма изградње јавних државних станова ради прихвата великог броја имиграната. Даљи напредак трговине Хонгконга проистекао је из оснивања посебне економске зоне у Шенжену, непосредно северно од Хонгконга, те се британска колонија учврстила као главни извор страних улагања у Кини.
Конкурентност производње у Хонгконгу постепено се смањивала развојем индустрије у јужној Кини од почетка 1980-их. За разлику од тога, услужне делатности доживеле су високе стопе раста 1980-их и 1990-их, након запошљавања бивших индустријских радника.
Године 1983, када је Велика Британија прераспоредила Хонгконг из крунске колоније у територију, владе Велике Британије и Кине су разматрале питање суверенитета Хонгконга након предстојећег истека рока закупа Нових територија (током наредне две деценије). Године 1984. потписана је заједничка кинеско-британска декларација - споразум о преласку суверенитета Народној Републици Кини 1997. Споразум је предвидео управу Хонгконга као специјалне административне области, задржавајући своје законе и висок степен аутономије најмање 50 година након преласка власти. Темељни закон Хонгконга, који ће након преласка суверенитета служити као уставни документ, прихваћен је 1990.

### Од 1997.
Дана 1. јула 1997, спроведен је пренос суверенитета с Велике Британије на Народну Републику Кину, означивши службени крај 156 година британске колонијалне владавине. Хонгконг је постао прва кинеска специјална административна област, те је Тунг Чи Хва преузео дужност као први шеф администрације Хонгконга. Исте године, Хонгконг је претрпео двоструки економски ударац услед азијске финансијске кризе и птичје грипе Х5Н1. Године 2003. био је тешко погођен појавом тешког акутног респираторног синдрома (САРС), те је Светска здравствена организација известила о 1.755 заражених и 299 умрлих. Процењује се да су ради епидемије изгубљени уговори вредни 380 милиона Хонгконшких долара (48,9 милиона америчких долара).
Дана 10. марта 2005. Тунг Чи Хва најавио је своју оставку на дужност шефа администрације из „здравствених разлога“. Доналд Тсанг, у то доба главни повереник администрације, изашао је на изборе 2005. без противника и постао 21. априла 2005. други шеф администрације Хонгконга. Године 2007. Тсанг је поново победио на избору за шефа администрације и наставио своју дужност у другом мандату.
Године 2009. Хонгконг је био домаћин петих источноазијских игара, на којима су се такмичиле репрезентације пет земаља. То је био први међународни вишеспортски догађај икада одржан у територији. У данашње време је Хонгконг и даље значајан глобални финансијски центар, али је суочен с несигурном будућношћу с обзиром на растућу економију континенталне Кине, и однос с владом НР Кине по питањима као што су демократске реформе и опште бирачко право.

## Управа
У складу са заједничком кинеско-британском декларацијом, и темељним начелом „једне земље, два система“, Хонгконг као специјална административна област располаже с „високим ступњем аутономије у свим подручјима осим одбране и спољашњих послова.“ У декларацији се утврђује да област задржава свој капиталистички државни систем, те се јамче права и слободе својих људи најмање 50 година након примопредаје 1997.
Јамства аутономије територије и индивидуалних права и слобода зајамчена су уставом, темељним законом Хонгконга (Hong Kong Basic Law), који одређује систем управљања Специјалном административном области Хонгконга, али је подложан тумачењима Сталног комитета Свекинеског народног конгреса.
Главни су стубови власти извршно веће, цивилна служба, законодавни савет и судство. Извршним већем председава шеф извршног већа којег бира изборни одбор и потом именује Централна народна влада. Цивилна служба, где се службеници именују на темељу заслуга, политички је неутрално тело које спроводи политику и осигурава владине услуге. Законодавно веће има 60 чланова, од којих се половина непосредно бира на темељу општег бирачког права сталних становника Хонгконга у складу с пет географских јединица. Друга половина, позната као функционалне јединице, директно се бира од мањег електората, који се састоји од корпоративних тела и особа из различитих уговорених сектора. Целим већем председава председник законодавног већа који служи као председник парламента. Судије именује шеф администрације на препоруку независног одбора.
Примена темељног закона, укључујући како и када ће се постићи обећано опште право гласа, велико је политичко питање од примопредаје власти 2002. године. Влада је предложила закон против субверзије у складу с чланком 23. темељног закона, који је захтевао доношење закона који забрањују дела издаје и субверзије против кинеске владе. Тај предлог је наишао на оштро противљење, те се од закона одустало. Хонгконшку политичку сцену карактерише дебата између пропекиншких група, које теже подржавању извршне власти, и сведемократског табора (pan-democracy camp) који се залаже за бржи ритам демократизације и начело један човек, један глас.
Године 2004, влада није успела да добије сведемократску подршку за доношење свог „модела окружног савета“ за политичке реформе. Године 2009. влада је обновила предлоге као „Саветодавни документ о методама избора шефа администрације и формирања законодавног савета 2012.“ У документу се предлаже проширење изборног одбора, хонгконшког изборног колегија с 800 на 1200 чланова 2012. и проширење парламента с 60 на 70 заступничких места. 10 нових места састојаће се од пет места географских јединица и пет места функционалних јединица, које ће међу собом одабрати изабрани чланови већа округа. Предлози су били осуђени на одбацивање од стране сведемократа, али је дошло до знатног прогреса након што је Централна народна влада прихватила противпредлог Демократске странке. Конкретно, табор сведемократа био је подељен када предлог директног избора пет новооснованих места функционалних јединица није био прихватљив двема конститутивним странкама. Демократска странка први је пут након преласка суверености стала на страну владе и прихватила предлоге с гласањем 46-12.

### Правни систем и судство
Хонгконшки правни систем у потпуности је независан од правног система у Кини. За разлику од система цивилног права континенталне Кине, Хонгконг наставља да прати традицију енглеског обичајног права установљену под британском влашћу.
Хонгконшки судови могу се на преседане позивати на одлуке донесене на другим судовима јурисдикција обичајног права, и судије из других јурисдикција обичајног права могу вршити дужност неперманентних судија Суда последњег призива.
Судски систем састоји се од Суда последњег призива, Високог суда, састављеног од Призивног суда и Суда првог ступња, и Окружног суда који укључује и Породични суд. Остала судска тела укључују Земаљски суд, Прекршајни суд, Суд за малолетнике, Истражни суд, Суд рада, Суд малих потраживања и Суд за развратне чланке. Судије Суда последњег призива именује шеф администрације Хонгконга.
Министарство правосуђа одговорно је за управљање правним питањима владе. Дужности министарства укључују пружање правних савета, казнени прогон, државно заступање, реформе и планирања политике и права, и међународну правну сарадњу између различитих јурисдикција. Осим казнених прогона, правници Министарства правосуђа делују у име Владе у свим грађанским и управним споровима против владе. Као заштитник јавног интереса, министарство може захтевати понављање суђења и може интервенисати у свим случајевима који укључују шири јавни интерес. Темељни закон штити Министарство правосуђа од било каквог мешања владе у контролу казненог прогона.

### Административна подела
Хонгконг има унитарни систем власти; не постоји локална власт од укидања два општинска већа 2000. Стога не постоји званична дефиниција за градове и насеља у Хонгконгу. Хонгконг је административно подељен у 18 географских округа, а сваки представља окружно веће које саветује владу о локалним питањима, као што су јавне установе, програми заједнице, културне активности и унапређење животне средине.
Постоји укупно 534 места у окружним већа, од који се 405 бира, а остале именује шеф извршног већа и 27 бивших председавајућих сеоских општина.
Министарство унутрашњих послова кроз окружне уреде објављује јавности владину политику и планове.

### Војска
Када је Хонгконг био британска колонија, и касније територија, одбрану је осигуравала британска војска под заповедништвом гувернера Хонгконга који је био ex officio врховни заповедник. Када је 1997. НР Кина преузела суверенитет, британску је војску заменио гарнизон Народне ослободилачке војске, укључујући копнене, поморске и ваздушне снаге, под заповедништвом Централне кинеске војне комисије.
Темељни закон заштићује локалне цивилне послове од мешања гарнизона, те чланови гарнизона подложну законима Хонгконга. Влада Хонгконга остаје одговорна за одржавање јавног реда. Она може затражити од владе НР Кине помоћ гарнизона у одржавању јавног реда и у случају катастрофа. Влада НР Кине одговорна је за трошкове одржавања гарнизона.

## Економија
Милтон Фридман једном је Хонгконг описао као највећи светски експеримент laissez faire капитализма. Високо развијена капиталистичка економија Хонгконга, била је током 15 година прва на Индексу економске слободе. Као значајно средиште међународних финансија и трговине, с једном од највећих концентрација корпорацијских седишта у азијско-пацифичкој области, ради својих високих стопа раста и наглог развоја од 1960-их до 1990-их познат је и као један од четири азијска тигра. Од 1961. до 1997. хонгконшки бруто домаћи производ порастао је 180 пута, док је БДП по глави становника порастао 87 пута.
Хонгконшка берза, седма по величини у свету, с тржишном капитализацијом од 2,3 трилиона УСД децембра 2009. Те године, Хонгконг је прикупио 22% светског капитала иницијалних јавних понуда, поставши највеће светско тржиште за иницијалне јавне понуде. Локална валута је Хонконшки долар, који је од 1983. везан уз Амерички долар.
Влада Хонгконга традиционално је играла углавном пасивну улогу у економији, с малим интервенцијама у индустрији и готово без икакве контроле увоза и извоза. Тржишним снагама и приватном сектору било је дозвољено да утврде практични развој. Према службеној политици позитивног неинтервенционизма, Хонгконг се често наводи као пример laissez-faire капитализма. Након Другог светског рата рапидно се индустријализирао као производни центар подстакнут извозом, а потом је 1980-их био подвргнут брзом прелазу на услужну економију.
Током 1990-их постао је финансијским средиштем, али је био тешко погођен азијском финансијском кризом 1998. и епидемијом САРС-а 2003. Оживљавање спољашње и домаће потражње довело је до снажног опоравка, јер је смањење трошкова ојачало конкурентност извоза, а дуги дефлацијски период се завршио. Владине интервенције, започете током каснијих колонијалних влада, и настављене након 1997. су у порасту, увођењем извозних кредитних гаранција, обавезног пензијског осигурања, минималних плата, анти-дискриминацијских закона и гаранцијом државне хипотеке.
Територија нема много обрадивих површина и природних ресурса, тако да увози већину своје хране и сировина. Хонгконг је једанаести највећи трговачки ентитет у свету, с укупном вредношћу увоза и извоза већом од бруто домаћег производа. Хонгконг је највећи светски центар реекспорта, већином за производе израђене изван територија, посебно у континенталној Кини, и дистрибуиране путем Хонгконга. Чак и пре преноса суверенитета, Хонгконг је установио опсежне трговачке и инвестицијске везе с Кином, што му сада омогућује да служи као улазна тачка за инвестиције на континенту. Крајем 2007. у Хонгконгу је било 3,46 милиона запослених с пуним радним временом, с просечном стопом незапослености од 4,1% за четврту узастопну годину пада. Економијом доминира услужни сектор, који доноси више од 90% БДП-а, док индустрија доноси 9%. Инфлација је 2007. била 2,5%. Континентална Кина, Сједињене Државе и Јапан, највећа су извозна тржишта Хонгконга.
Године 2009. Хонгконг је био пети најскупљи град за запослене странце иза Токија, Осаке, Москве и Женеве. Године 2008. био је рангиран на шестом месту, док је 2007. био на петом. Године 2009. заузео је треће место на индексу лакоће обављања бизниса (Ease of Doing Business Index).

## Демографија
Територија насељава 7,03 милиона становника. Године 2009. стопа наталитета била је 11,7 на 1000 становника, а стопа фертилитета 1032 деце на 1000 жена. Становници из Кине немају право пребивалишта у Хонгконгу, нити смеју слободно да улазе у територију. Међутим, прилив имиграната из Кине, од око 45.000 годишње, значајан је допринос порасту броја становника - дневној квоти од 150 континенталних Кинеза с породичним везама у Хонгконгу одобрава се „дозвола у једном смеру“. Очекивани животни век у Хонгконгу је 2009. био 79,16 година за мушкарце и 84,79 година за жене, што га чини једним од највиших у свету.
Око 95% становништва кинеског је порекла, од којих су већина Тајшан, Чиу Чов, други Кантонски Кинези, и Хака. Хонгконшка Хан већина углавном потиче из области Гуангџоу и Тајшан покрајине Гуангдунг. Преосталих 5% становништва чине неетнички Кинези, који су упркос мањег броја врло приметна група. То су јужноазијска популација Индијаца, Пакистанаца и Непалаца, и нешто вијетнамских избјеглица који су постали стални становници Хонгконга. Такође и Европљани (већином Британци), Американци, Канађани, Јапанци и Корејанци на раду у градском трговачком и финансијском сектору. Године 2008. је на раду у Хонгконгу било по процени 252.500 кућних помоћница из Индонезије и са Филипина.
Хонгконшки дефакто службени језик је кантонски, кинески језик који потиче из покрајине Гуангдунг, северно од Хонгконга. Енглески је такође службени језик, и према међу-попису из 1996. њиме као свакодневним језиком говори 3,1% становништва и 34,9% становништва као другим језиком. Знакови који приказују кинеске и енглеске натписе уобичајени су на целој територији. Од 1997. повећање досељеника из Кине и већа интеграција с економијом континенталне Кине довели су у Хонгконг све већи број људи који говоре Мандарински.
Хонгконг ужива висок степен верских слобода, зајамчених темељним законом. 90% становништва практикује мешавину локалних религија, већином будизам, али такође и конфучијанство и таоизам. Хришћанска заједница од око 600.000 људи чини око 8% укупног становништва, и скоро је равномерно подељена између католика и протестаната, премда постоје мање заједнице, укључујући мормоне и Јеховине сведоке. Англиканска и Римокатоличка црква, за разлику од континенталне Кине, слободно именују своје бискупе. Постоје такође и сики, муслиманске, јеврејске, хинду и бахајске заједнице. Допушта се практиковање Фалун Гонга.
Статистички, хонгконшка разлика у приходима једна је од најгорих у азијско-пацифичкој области. Према извештају програма Уједињених народа за људска насеља 2008. Гини коефицијент је 0,53, те је био највиши у Азији и „релативно је висок према међународним стандардима“. Међутим, влада је истакла како несразмера прихода није у складу са ситуацијом погоршања сиромаштва, као и да Гинијев коефицијент није строго упоредив међу областима. Влада је указала на реструктурирање економије, промене у величини породица, те повећање броја радних места високих прихода као факторе који искривљују Гинијев коефицијент.

## Образовање
Образовни систем Хонгконга био је донекле сличан енглескоме, премда постоје међународни ситеми. Влада води политику „учења материњег језика“ (Кинески 母語教學) према којој је језик наставе кантонски, уз писање кинеског и енглеског. У средњим школама, подстиче се знање више језика, те је у порасту и учење мандаринског. Програм за Међународну процену студената (ПИСА), хонгконшки је образовни систем рангирао као други најбољи на свету.
Државним школама у Хонгконгу управља Образовни канцеларија (Education Bureau). Систем је подељен на необавезне три године вртића, након чега следи обавезних шест година основног образовања, три године нижег средњошколског образовања, необавезне две године вишег средњошколског образовања које доводе до хонгконшког цертификата образовних испита (Hong Kong Certificate of Education Examinations) и две године курса пријемног испита које воде ка хонгконшким испитима напредног нивоа (Hong Kong Advanced Level Examinations). Нова виша академска структура и наставни план, који су у примени од 9. 2009, свим студентима пружају три године обавезног нижег и три године вишег обавезног средњошколског образовања. По новом наставном плану постоји само јавни испит, хонгконшка диплома средњег образовања (Hong Kong Diploma of Secondary Education).
Већина општих школа у Хонгконгу спада под три категорије: ређе државне школе, чешће субвенциониране школе, укључујући и владине aids-and-grant школе, и приватне школе, често под управом хришћанских организација с уписима темељеним на академским заслугама уместо финансијским средствима. Изван су тог система школе под шемом директне субвенције (Direct Subsidy Scheme) и приватне међународне школе.
У Хонгконгу делује девет јавних универзитета, и одређени број приватних институција високог образовања које нуде разне ступњеве диплома, магистарских студија и доктората, других високошколских диплома, и везане академске курсеве. Универзитет у Хонгконгу, најстарију институцију високог образовања на територији, Quacquarelli Symonds је описао као „општи истраживачки универзитет светске класе“ те је 2009. према попису Times Higher Education-QS World University Rankings био рангиран на 24. месту у свету, и на првом месту у Азији. Хонгконшки универзитет наука и технологије (Hong Kong University of Science & Technology) био је 2009. рангиран на 35 месту у свету и 2010. на другом месту у Азији. Кинески универзитет у Хонгконгу (Chinese University of Hong Kong) био је 2009. на 46. месту у свету и 2010. четврти у Азији.

## Култура
Хонгконг се често описује као место где „исток сусреће запад“, што је одраз културне мешавине кинеских корена и утицаја из времена британске колоније. Уравнотежује се склад модерног начина живота с традиционалним кинеским обичајима. Вештине као фенг шуи схватају се врло озбиљно, верује се да могу утицати на пословање, те скупи грађевински пројекти често унајмљују стручне консултанте. Други предмети, као Ба гуа огледала, још се увек редовно користе за одвраћање злих духова, док се у зградама често избегава нумерисање спратова било којим бројем који садржи 4, ради сличности с речју „умрети“ на кантонском. Спој истока и запада такође карактерише и хонгконшку кухињу. Dim sum, hot pot, и брза храна коегзистирају заједно с haute restoranima.
Осим што је признати трговачки и финансијски центар, Хонгконг је и средиште индустрије забаве. Хонгконшки филмови о борилачким вештинама стекли су велику популарност крајем 1960-их и 1970-их. Неколико истакнутих холивудских глумаца, извођача и мајстора борилачких вештина потиче из хонгконшке кинематографије, посебно Брус Ли, Џеки Чен, Чау Јун-Фат, Мишел Јео, Маги Чунг и Џет Ли. Такође, неколико хонгконшких режисера, као Џон Ву, Вонг Кар-Ваи, и Стивен Чоу, постигло је велику славу у Холивуду, док су локални филмови као Џуангкинг Експрес, Паклене афере, Шаолин фудбал, Гужва у Бронксу и In the Mood for Love стекли међународно признање. Хонгконг је средиште међународно популарне кантопоп музике, која своје утицаје црпи из других врста кинеске музике и западних жанрова.
Влада Хонгконга подржава културне институције као што су Хонгконшки музеј наслеђа (Hong Kong Heritage Museum), Хонгконшки музеј уметности (Hong Kong Museum of Art), Хонгконшка академија сценских уметности (The Hong Kong Academy for Performing Arts) и Хонгконшки филхармонијски оркестар. Владино министарство за слободно време и културне делатности субвенционира и спонзорише међународне извођаче на гостовању у Хонгконгу. Многе међународне културне активности организоване су од стране владе, конзулата, и приватно.
Хонгконг има две земаљске телевизије с концесијом на нивоу територије - АТВ и ТВБ, те три локална и неколико страних концесионара кабловских и сателитских услуга. Продукција хонгконшких сапунских драма, хумористичних серија и забавних емисија нуди се публици широм кинеског говорног подручја. Магазини и новински издавачи пишу и дистрибуирају се и на кинеском и на енглеском, с нагласком на сензационализму и трачу о познатим личностима.
Медији у Хонгконгу релативно су слободни од службених интервенција у односу на континенталну Кину, иако Far Eastern Economic Review указује на знакове аутоцензуре у часописима чији власници имају блиске везе или пословне интересе у Народној Републици Кини, те наводи да чак и западни медији нису имуни на растућу кинеску економску моћ.
Упркос ограничене површини, Хонгконг нуди велике могућности у погледу рекреације и такмичарског спорта. Своје делегације шаље на међународна такмичења као што су Олимпијске игре и Азијске игре, те је био и домаћин коњичких надметања током Олимпијских игара 2008.
Постоје велики вишенаменски објекти као што су Хонгконг колисеум и Макферсон стадијум. Такође, стрми терен и опсежна мрежа стаза с атрактивним погледима привлаче планинаре, док разуђена обала нуди многе плаже за пливање.

## Архитектура
Према немачкој компанији Емпорис, у Хонгконгу постоји око 7650 небодера, што је највећи број небодера у једном граду на свету. Велика урбанистичка збијеност и мноштво високих зграда узроковани су недостатком простора за градско ширење (urban sprawl). Просечна удаљеност од обале мора до стрмих обронака на острву Хонгконг је 1,3 km. Много је простора добијено насипавањем мора. Такав недостатак простора узрокује потражњу за високим зградама за пословни простор и становање. Тридесет и шест од 100 светских највиших стамбених зграда налази се у Хонгконгу. Такође, у Хонгконгу изнад 14. спрата живи више људи него било где другде у свету, што га чини „највертикалнијим светским градом“. Услед недостатка простора и потражње за грађевинским теренима, мало је сачуваних старих зграда, те град постаје средиштем модерне архитектуре. International Commerce Centre (ICC), висок 484 m, највиша је зграда у Хонгконгу и трећа највиша у свету по мерењу до висине крова. Највиша зграда пре изградње ICC-а била је 415 m висине. Друге су препознатљиве зграде HSBC седиште, троугласта Централна плажа с вршним торњем у облику пирамиде, The Center с ноћном неонском расветом у бојама, и Торањ Кинеске банке, архитекте Јо Минг Пеја са својом оштром, угластом фасадом. Сматра се да градски пејзаж оставља највећи визуелни утисак међу свим светским градовима. Најстарије преостале историјске грађевине, укључујући Tsim Sha Tsui Clock Tower, Централну полицијску станицу, и остатке Каулун града опасаног зидом, изграђене су током 19. и почетком 20. века.
У току је много развојних пројеката, укључујући и изградњу нових владиних зграда, обнову обале у округу Централ, и низ пројеката у Западном Каулину. Већа изградња високих зграда планира се на другој страни луке Викторија у Каулуну, јер је затварање оближњег аеродрома Каи Так укинуло строга ограничења висине.

## Превоз
Хонгконшка транспортна мрежа високо је развијена. Више од 90% дневних путовања (11 милиона) обавља се јавним превозом, што је највећи такав постотак у свету. Превоз се може плаћати кориштењем картице Octopus card, системом електроничког плаћања уведеног у подземној жељезници Mass Transit Railway (MTR), а може се користити и на железници, аутобусима и трајектима, те се прихвата као готовина на другим продајним местима.
Ради креирања свеобухватне железничке мреже на целој територији, главна градска железничка компанија била је 2007. спојена са градском подземном железницом. Систем подземне железнице има 150 станица и опслужује 3,4 милиона људи дневно. Хонгконшки трамваји (Hong Kong Tramways), уведени 1904. године, покривају северни део острва Хонгконг. Цена карте је јефтинија у односу на друга превозна средства (за одрасле је 2.6 HK$). Осим тога,трамваји су туристичка атракција.
Услугом аутобусног превоза управљају приватне компаније под концесијом. Пет приватних предузећа на целој територији одржава укупно 700 линија. Две највеће, Kowloon Motor Bus, с 402 линије у Каулуну и Новим Територијима, и Citybus, с 154 линије на острву Хонгконг, пружају услуге превоза преко луке. Данас се скоро искључиво користе аутобуси на спрат, уведени 1949. године, док стандардни аутобуси остају у употреби на рутама са слабијом попуњеношћу и цестама мањег капацитета.
Градски миниаутобуси (Public light bus) опслужују већи део Хонгконга, посебно подручја која не могу досећи стандардни аутобуси, или их не могу досећи често, брзо, или директно.
Трајектни превозник Star Ferry основан 1888, одржава четири линије преко луке Викторија, с 53.000 путника дневно. Стекао је култни статус након објаве романа Свет Сузи Вонг, амбијентираног у Хонгконгу. Путописац Рајан Левит линију Тсим Ша Тсуи - Централ сматрао је једном од најсликовитијих на свету. Друге трајектне услуге пружају компаније које опслужују удаљенија острва, нове градове, Макау и градове у континенталној Кини. Чувене су и хонгконшке џунке у луци и мали каи-то трајекти који повезују удаљена обалска насеља.
На хонгконшком стрмом, брдовитом терену у почетку се путовало носиљкама. Успињача Peak Tram, први систем јавног превоза у Хонгконгу, од 1888. омогућава превоз између округа Централ и Викторија пика. У централном и западном округу, постоји опсежан систем покретних степеница и травелатора, укључујући и најдужи спољашњи покривени систем ескалатора у свету, Mid-Levels escalator.
Хонгконг интернационални аеродром, водећи је путнички аеродром и логистичко чвориште у Азији и једна од најпрометнијих светских међународних путничких и теретних ваздушних лука, с више од 47 милиона путника и 3,74 милиона тона терета 2007. Заменио је 1998. чувени, али и преоптеречени Каи Так аеродром, те је у више анкета оцењен као најбољи светски аеродром. Више од 85 ваздухопловних компанија делује на два терминала ваздушне луке, главног чворишта компанија Cathay Pacific, Dragonair, Air Hong Kong, Hong Kong Airlines, и Hong Kong Expressa.